# Distretto di Itilima
Il distretto di Itilima è un distretto della Tanzania situato nella regione del Simiyu. È suddiviso in 22 circoscrizioni (wards) e conta una popolazione di 313 900 abitanti (censimento 2012).
Elenco delle circoscrizioni:
- Budalabujiga
- Bumera
- Chinamili
- Ikindilo
- Kinang'weli
- Lagangabilili
- Lugulu
- Mbita
- Mhunze
- Migato
- Mwalushu
- Mwamapalala
- Mwamtani
- Mwaswale
- Ndolelezi
- Nhobora
- Nkoma
- Nkuyu
- Nyamalapa
- Sagata
- Sawida
- Zagayu